# Merle Fainsod

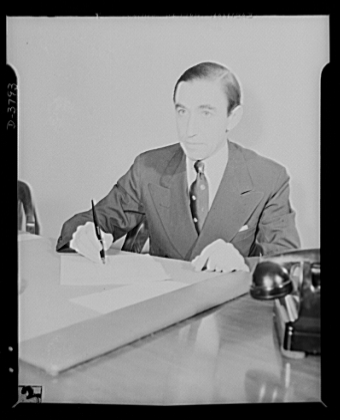
Merle Fainsod

Merle Fainsod (* 2. Mai 1907 in McKees Rocks, Pennsylvania; † 11. Februar 1972 in Cambridge, Massachusetts) war ein US-amerikanischer Politikwissenschaftler. Am bekanntesten ist seine Arbeit über öffentliche Verwaltung und die Sowjetunion. Seine Bücher „Smolensk under Soviet Rule“, das auf Dokumenten beruht, die die deutschen Invasoren während des Zweiten Weltkriegs erbeutet hatten, und „How Russia is Ruled“ (auch bekannt unter dem Titel „How the Soviet Union is Governed“) half bei der Begründung der US-amerikanischen Sowjetunion-Studien und machte ihn in den USA zum anerkannten Experten für die Sowjetunion.
1950 wurde Fainsod in die American Academy of Arts and Sciences gewählt. Seit 1961 war er Mitglied der American Philosophical Society. 1967/68 amtierte er als Präsident der American Political Science Association (APSA).
Ein bekannter Schüler Fainsods war der Politikwissenschaftler und Politikberater Zbigniew Brzeziński.